# Pepin kraški vrt
Pepin kraški vrt in Pepina zgodba sta kraška vrtova na Bunčetovi domačiji v Dutovljah na Krasu, ki prikazujeta elemente matičnega krasa kot edinstvenega primera kulturne krajine. Oba vrtova je zasnoval in izvedel Borut Benedejčič.

## Pepin kraški vrt
Pepin kraški vrt prikazuje življenje ljudi na Krasu včasih, elemente kraške domačije ter tipične kraške rastline in njihovo uporabo. Vrt je zasnovan s tradicionalnimi materiali in z rastlinami, ki so značilne za kraško krajino. S specifično arhitekturno strukturo prikazuje način življenja ljudi na Krasu.
Pepin kraški vrt je na hortikulturni razstavi Hampton Court Palace Flower Show, ki je potekala od 7. do 12. julija 2009 v Londonu, dobil Zlato medaljo za najboljši vrt v kategoriji malih vrtov.

## Pepina zgodba
Pepina zgodba govori o življenju pastirjev na Krasu in prikazuje pastirsko hiško, suho gradnjo in rastlinstvo kraške gmajne. Vrt odseva arhitekturni, sociološki in rastlinski vidik. 
Vrt Pepina zgodba je na hortikulturni razstavi RHS Chelsea Flower Show, ki je potekala od 22 do 26. maja 2012 v Londonu, prejel Pozlačeno medaljo v kategoriji rokodelskih vrtov.